# Fischen Impossible – Eine tierische Rettungsaktion
Fischen Impossible – Eine tierische Rettungsaktion, kurz Fischen Impossible ist ein im 2011 in Malaysia und Katar produzierter 3D-Animationsfilm.

## Handlung
Bambushai Pup und Weißspitzenriffhai Julius sind beste Freunde, die sich mit anderen Meeresbewohnern friedlich den Ozean teilen.
Stechrochen Sting und Grüne Meeresschildkröte Myrtle führen Julius zu einem Strand, wo er fast strandet, während er versucht, eine Henne namens Heather zu fressen, es aber zurück ins Meer schafft. Bei seiner nächsten Fischjagd wird Julius von einem großen Angelhaken gefangen und auf ein Boot gerollt. Er wird von einer Gruppe Fischer fast lebendig geflossen, entkommt aber, als eine große Welle das Boot trifft.
Als eines Tages Taucher Fischeier vom Riff stehlen, macht sich Pup auf die Suche nach ihnen. Pup sieht seine ungeschlüpften Geschwister auf einem Kai, die in den Schuppen eines Fischhändlers verlegt werden, aber Myrtle und Blaugeringelte Krake Octo weigern sich, Pup bei der gefährlichen Aufgabe zu helfen, sie zu retten. Pup hört, wie sie über seine Fähigkeit sprechen, an Land zu atmen, und geht dann alleine zurück zum Kai. Myrtle und Julius finden durch das Verhör von Sting heraus, dass Pup sich selbst in Gefahr bringt, und überreden Octo, bei der Rettung von Pup zu helfen. Inzwischen hat Pup die Hai-Eier im Schuppen gefunden, muss sich aber vor dem Fischhändler und seinen beiden Tauchern verstecken.
Die Hai-Eier beginnen zu schlüpfen und Pup kann sie aus dem Schuppen holen, bevor die Taucher, die sie überhaupt gefangen haben, sie wegschmuggeln können. Myrtle hilft Pup auf dem letzten Stück des Weges zum Meer.
Julius macht sich unterdessen Sorgen um seinen Freund Pup und begibt sich auf die Suche nach ihm. Octo konstruiert einen Roboteranzug, mit dem Julius und die Pilotfische an Land manövrieren können, und verwendet eine Rakete, um den Anzug an Land zu bringen. Octo ist jedoch nicht besorgt, dass der Anzug auseinanderfallen könnte, da er Julius gerne loswerden würde. Der Anzug kracht in eine Hühnerfarm, wo Julius und die Pilotfische bald von den Hähnen gefangen und zum Fischschuppen gebracht werden, wo der Fischhändler sie gefangen nimmt.
Als Pup von seinen Freunden hört, dass Julius in Schwierigkeiten ist, macht er sich zurück auf den Weg, um ihn zu retten, unterstützt von einer Kokosnusskrabbe und den Hähnen, die sich auf ihre Seite gestellt haben.
In der Zwischenzeit versucht die Muräne Murray die Herrschaft über das Epipelagial mit Hilfe der Verschmutzung der Ozeane zu erlangen. Während Myrtle und Octo die Hai-Eier und zwei frisch geschlüpfte Haie in Sicherheit bringen, marschieren die Tiefseebewohner weiter. Octo und Myrtle wehren die Eindringlinge ab, unterstützt von Sting. Octo erkennt, dass die Verschmutzung der Fabrik Murray dazu veranlasst hat, den Meeresboden anzugreifen, und beschafft einige alte Seeminen von seinem U-Boot. Seine Freunde helfen ihm, die Minen zu tragen, um die Fabrikrohre zu verstopfen, die die Verschmutzungen ablagern.
Pup, die Hähne und die Kokosnusskrabben befreien Julius und seine Pilotfische. Nach einem kurzen Kampf gegen den Fischhändler und seine beiden Taucher fängt der Schuppen Feuer. Die drei Menschen verfolgen die flüchtenden Tiere mit Dünenbuggys und Motorrädern. Während der Verfolgungsjagd bringen die Hähne die beiden Taucher aus dem Weg. Am Strand fängt der Fischhändler kurzzeitig Pup ein, aber Julius rettet ihn und der Fischhändler fährt vom Rand eines Piers, sein Buggy kracht direkt in die Seeminen und sprengt die Fabrik. Der Fischhändler und seine Taucher werden von der Polizei wegen des verursachten Schadens festgenommen.
Nachdem die Rettungsaktion abgeschlossen ist, kehren alle Meerestiere wieder in den Ozean zurück und Julius kann die Tiefseebewohner in ihr angestammtes dunkles Reich im Ozean zurückdrängen.

## Besetzung
| Figur  | Originalsprecher | deutsche Stimme     |
| ------ | ---------------- | ------------------- |
| Julius | Gavin Yap        | Thomas Karallus     |
| Pup    | Diong Chae Lian  | Raúl Richter        |
| Mertle | Christina Orow   | Regina Lemnitz      |
| Octo   | Kennie Dowle     | Charles Rettinghaus |
| Sting  | Jay Sheldon      | Olaf Reichmann      |

## Produktion und Vertrieb
Die verantwortliche Produktionsfirma war Silver Ant aus Petaling Jaya und Al Jazeera’s Children Channel aus Katar unter der Leitung von Mahmoud Orfali, Malika Alouane und Gene Lim verantwortlich. Für den Vertrieb war die Firma Splendid Film GmbH zuständig.

## Weitere Veröffentlichung
Die Uraufführung fand am 8. März 2012 in Malaysia statt. Die Kinopremiere in Deutschland war am 26. April 2012. Auf DVD in deutscher Sprache erschien Fischen Impossible – Eine tierische Rettungsaktion am 25. Oktober 2012.